# Hygrotus marklini
Hygrotus marklini är en skalbaggsart som först beskrevs av Leonard Gyllenhaal 1813.  I den svenska databasen Dyntaxa används istället namnet Coelambus marklini. Enligt Catalogue of Life ingår Hygrotus marklini i släktet Hygrotus och familjen dykare, men enligt Dyntaxa är tillhörigheten istället släktet Coelambus och familjen dykare. Arten är reproducerande i Sverige. Inga underarter finns listade i Catalogue of Life.